# حسين عبد الله (لاعب كرة قدم بحريني)
حسين عبد الله (1 مارس 1983) لاعب كرة قدم بحريني يلعب حاليا لصالح نادي الدرجة الأولى المالكية البحريني في مركز الوسط المدافع من 2001 كما يجيد اللعب في مركزي الوسط المحوري وقلب الدفاع.